# Proyecto A-Ko
Proyecto A-Ko (プロジェクトA子 en japonés, Project A-Ko en inglés) es una película anime de 1986, dirigida por Katsuhiko Nishijima. Principalmente de género de parodia y ciencia ficción, el filme referencia varios otros trabajos de anime de las décadas de 1970 y 1980, tales como Macross, El Puño de la Estrella del Norte y Gundam. Su título es también una referencia a la película de Jackie Chan Project A.
Originalmente concebida como una entrega más de la serie de hentai Cream Lemon, a cargo también de A.P.P.P., la película fue la primera gran producción del estudio. Proyecto A-ko fue lo suficientemente exitosa como recibir tres secuelas directas y un filme relacionado de dos partes, todas en forma de OVA.

## Argumento
La película comienza introduciendo la vida cotidiana de la estudiante A-ko Magami en la ciudad japonesa de Graviton City, una urbe tecnológica construida sobre un cráter dejado por el impacto de una nave espacial alienígena. Aunque se considera a sí misma una adolescente corriente, principalmente preocupada por su tendencia a llegar tarde a clase, A-ko posee por motivos nunca explicados fuerza y velocidad sobrehumanas. En su primer día de clase, A-ko y su hiperactiva mejor amiga C-ko Kotobuki marchan en la escuela preparatoria femenina de Graviton, donde luchan por adaptarse a su austero ambiente pesar de las peculiaridades de una y otra. Allí, sin embargo, conocen a una altanera y brillante estudiante de familia millonaria, B-ko Daitokuji, la cual desarrolla una obsesión con C-ko y traza planes para separarla de A-ko y convertirla en su propia mejor amiga.
Después de que los primeros intentos de B-ko fracasan, A-ko y C-ko son informadas de que las tres crecieron juntas en el parvulario, donde B-ko afirma que A-ko era su rival; ésta, por su parte, recuerda que B-ko constantemente gastaba bromas pesadas a C-ko a pesar de proclamarse su amiga. La millonaria crea un ejército de máquinas y mechas pilotadas por su grupo de seguidores para atacar a A-ko cada mañana al llegar a clase, pero las escaramuzas terminan invariablemente con A-ko derrotándoles a todos y sólo recibiendo broncas por parte de la profesora Ayumi por los retrasos causados. En vista de ello, B-ko construye el Akagiyama 23, un traje cibernético similar a un bikini negro dotado de armas y accesorios. Aunque el carácter exiguo del traje causa al principio risas en la escuela, B-ko se muestra capaz de imponerse a A-ko en combate con él, y se enzarza en una batalla con ella que rápidamente se propaga de manera destructiva a través de las instalaciones del centro.
Mientras tanto, un misterioso espía llamado D -con el que A-ko y C-ko se topan cada mañana- informa a una flota de naves espaciales alienígenas de la identificación de C-ko como la princesa perdida de su raza. La flota llega a la Tierra y ataca Graviton City con la intención de recuperarla, abrumando a las fuerzas de defensa terrestres y causando el caos en la ciudad. A-ko y B-ko continúan batallando entre las fuerzas terrestres y alienígenas, pero se ven obligadas a parar cuando una nave pilotada por D secuestra a C-ko y la lleva a la nave insignia de los extraterrestres. Allí, el alcohólico capitán espacial Napolipolita informa a C-ko de que se trata de la princesa del reino de Leptón de Alpha Cygni, y revela que todos los miembros de su raza, incluyendo ella misma y D, son mujeres a pesar de sus aspectos masculinos.
Infiltrándose en la nave en una tregua temporal, B-ko rescata a C-ko mientras A-ko derrota a D y confronta a Napolipolita en el puente de mando. Sin embargo, B-ko rompe su alianza con A-ko y ataca a los alienígenas con misiles, y la refriega resultante destruye los sistemas de navegación, haciendo que la nave pierda altitud y se estrelle. La batalla termina así, con la nave precariamente varada en la cúspide de la torre de mando de Graviton City.
A la mañana siguiente, agotada por las aventuras del día anterior, A-ko se levanta y se dirige a la escuela como cada día. En una escena fugaz, se revela que los padres de la chica no son otros que Superman y Wonder Woman, los cuales están casados y viviendo en Japón. Mientras A-ko y C-ko caminan hacia la escuela, topándose con unas harapientas D y Napolipolita pidiendo limosna en la calle, se ve a B-ko apostada en la puerta de la escuela como de costumbre, preparándose para una nueva lucha con A-ko.

## Personajes
- A-ko (A子?) o Eiko Magami (摩神 英子 Magami Eiko?)

A-ko, una chica pelirroja con habilidades físicas sobrehumanas, es la protagonista de la película. Amistosa y animada, aunque también de temperamento fiero, intenta llevar una vida normal, pero siempre sucede algo que termina con estas esperanzas. Tiene un enorme apetito y no es na gran madrugadora, lo que le hace ir tarde a clase casi todos los días y requerir de su velocidad sobrenatural para llegar tarde. A-ko es amiga de la infancia de C-ko, a la que aprecia y protege a pesar de sus excentricidades, y solía defenderla de B-ko cuando eran niñas. A-Ko viste un sailor fuku azul y blanco de su anterior escuela, el cual se convierte en su uniforme de batalla a lo largo de la película, aunque al final es vista con el uniforme de la escuela de Graviton ya que su traje de batalla. En el Proyecto A-ko 4: FINAL, no aparece en el resto de la película hasta que explote fuera del piso con su traje de batalla de marinero durante la boda. Junto a ello lleva siempre dos brazaletes de cuero, los cuales son revelados en una de las secuelas como limitadores de su poder físico natural que le permiten interactuar normalmente con los objetos del mundo. Miki Ito es su seiyu en el original, mientras que en España es doblada por Graciela Molina en la primera película y Elisabet Bargalló en la segunda.
- B-ko (B子?) o Biko Daitokuji (大徳寺 美子 Daitokuji Biko?)

B-ko es la rival de A-ko, una popular estudiante de la escuela femenina de Graviton e hija de un magnate industrial local. Es muy exitosa en todo lo que hace, incluyendo su rendimiento académico y sus círculos sociales, lo que le hace tener un séquito de admiradoras que la siguen fielmente. Aunque de aspecto sereno y sofisticado, B-ko es en realidad extremadamente mezquina y caprichosa, y lleva a cabo aparatosos manejos para conseguir lo que quiere. Al igual que A-ko, conoció a C-ko en su infancia, pero abusaba de ella constantemente cuando estaban juntas, lo que terminó por separarlas. En su reencuentro años después, la chica se enamora de C-ko, y pasa a volcar todos sus esfuerzos en terminar con A-ko para atraerla a su esfera. La rivalidad de B-ko hacia A-ko es bastante amarga, y a veces se muestra que B-ko concede más importancia a derrotar a la amiga de C-ko que a ganarse la aprobación de ésta. Su seiyu es Emi Shinohara, mientras que su actriz de doblaje en España es Mercedes Dieman-Hartz.
- C-ko (C子?) or Shiiko Kotobuki (寿 詩子 Kotobuki Shiiko?)

C-ko es la mejor amiga de A-ko, una chica rubia y de aspecto inocente. Despreocupada y excitable en extremo, C-ko tiene un carácter abrumadoramente animado, aunque también llora con facilidad. Le gusta cocinar, sobre todo para A-ko, pero su comida raramente sabe bien. En el japonés original, C-ko suele referirse a sí misma en tercera persona. Su seiyu es Michie Tomizawa, mientras que su actriz de doblaje en España es Nuria Trifol.
- Capitán Napolipolita

El capitán de la marina de guerra espacial de Alpha Cygni, el cual transcurre dieciséis años de búsqueda por el universo antes de los eventos de la serie. Aunque se hace pasar por un comandante impecable y estilizado, siempre vestido con una dramática capa y gafas de sol, en realidad es un alcohólico clínico con poca sangre fría, y protagoniza escenas frenéticas cada vez que no tiene una copa a mano. Al igual que todos los de su raza, Napolipolita es realmente una mujer, a pesar de su voz masculina. Es una parodia del personaje homónimo de Capitán Harlock, el cual destacaba en su serie por ser abstemio, mientras que su nombre es presumiblemente una combinación de Napoleón e Hipólita. Su seiyu es Shuichi Ikeda.
- D (Operativo DC138621-S113)

Un espía del reino de Leptón en la Tierra. Es un hombre corpulento y de labios gruesos, siempre vestido con gabardina, sombrero y gafas de sol. Su principal labor en Graviton es inspeccionar a C-ko con aparatos electrónicos cada mañana a fin de confirmar que se trata de la princesa, aunque invariablemente termina atropellado por A-ko y ella en su carrera hacia la escuela, lo que le causa toda clase de lesiones. Revela su auténtico sexo en la nave insignia de la flota cuando confronta a A-ko, pero pierde la lucha resultante a pesar de su dominio de la espada. Junto a todo ello, su nombre y diseño de personaje son una parodia de Vampire Hunter D. Su seiyu es Tessho Genda, mientras que en España es doblado por Albert Trifol.
- Miss Ayumi (亜弓先生 Ayumi-sensei?)

La profesora de clase de A-ko, B-ko y C-ko, una mujer autoritaria y dedicada. Su aspecto está directamente basado en el del personaje titular de Creamy Mami, parecido al que se hace referencia en la misma película cuando A-ko se pregunta dónde ha visto antes a la docente. Su seiyu es Asami Mukaidono, mientras que en España es doblada por María Pilar Quesada.
- Ume, Ine, Asa y Mari

Las cuatro principales seguidoras de B-ko en la escuela de Graviton. Actúan como sus secuaces, obedeciendo todas sus órdenes y desempeñando una gran cantidad de papeles, tales como espías, pilotos, asistentes y demás. A pesar de ello, se consideran poco afortunadas por sus pobres estatus económicos, ya que sólo pueden permitirse comer ramen. Ume es baja y con gafas, Ine es alta y con dientes salientes, Asa es relativamente normal en aspecto, y Mari, por su parte, es una giganta de músculos hercúleos que parodia a Kenshiro de El Puño de la Estrella del Norte. Mari es la más activa en el campo de batalla, y tiene habilidades de artes marciales, que ejemplifican sus gruñidos masculinos a pesar de su voz corriente por lo demás. Las seiyu de las cuatro son, respectivamente, Megumi Hayashibara, Yoshino Takamori, Yoko Ogai y Sayuri Ikemoto (con Daisuke Gouri).

## Cameos
- Bleach (anime, episodio 74)

Se puede ver la cara de Miss Ayumi en una bolsa.
- Tokyo Mew Mew (anime, episodio 10)

Se puede ver a Miss Ayumi en una cita con un chico.
- Yu Yu Hakusho (anime, episodio 105)

Se puede ver a Miss Ayumi como presentadora del torneo makai
- Shin Cutey Honey (anime, ova 3)

Honey se transforma como reportera con la forma de Miss Ayumi
- Urusei Yatsura

Se puede ver a A-Ko en el episodio 126
- Bannō bunka nekomusume

Se puede ver a A-Ko en el ova 1 detrás de nuku nuku sentada en la clase
- Dragon Ball Z: los tres grandes supersaiyanos

Liza Chichi aparece como cameo en un supermercado donde los androides A-14 y A-15 aparecen
- Saint Seiya

Daitokuji Hikaru aparece como cameo en el episodio 5 en el torneo galáctico
- Sargento Keroro

Miss Ayumi aparece como cameo en un episodio de este anime
- Blue Seed

Miss Ayumi aparece como cameo en un episodio de este anime
- Ranma ½ Kessen Tougenkyou! Hanayome o Torimodose!

A-Ko aparece como cameo en esta película
- Captain Tsubasa

Miss Ayumi aparece como cameo en un episodio de este anime
- Superman (Ruby-Spears)

Daitokuji Hikaru aparece como cameo en el episodio 6
- Los Caballeros del Mundo Mon

Miss Ayumi aparece en el episodio 28
- Card Captor Sakura

Miss Ayumi aparece en el episodio de las cartas luz y oscuriedad
- Yaiba

B-Ko aparece como una anciana en el episodio 50

## Secuelas
- Proyecto A-Ko 2: Plot of the Daitokuji Financial Group (1987)
- Proyecto A-ko 3: Cinderella Rhapsody (1988)
- Proyecto A-Ko 4: Final (1989)
- A-Ko the Versus Battle 1: Grey Side (1990)
- A-Ko the Versus Battle 2: Blue Side (1990)

## Producción
Project A-ko iba a ser parte de la serie de OVA hentai Cream Lemon (iba a ser el tercer episodio), sin embargo, durante la producción de la serie, se decidió convertirla en un título más amplio. La única secuencia animada de sus días como Cream Lemon que queda es la escena del baño privado de B-ko. Otra referencia a los orígenes de Project A-ko como episodio de Cream Lemon son algunos de los personajes del episodio "Pop Chaser" (el episodio 4), quienes aparecen en una de las clases de la escuela durante una batalla de A-ko contra B-ko en el primer OVA de Project A-ko.